# Lubochowo (wieś w województwie pomorskim)
Lubochowo (niem. Liebwalde) – wieś w Polsce położona w województwie pomorskim, w powiecie sztumskim, w gminie Stary Dzierzgoń.
W roku 1973 jako wieś i majątek Lubochowo należały do powiatu morąskiego, gmina Stary Dzierzgoń, poczta Myślice.
W latach 1954-1959 wieś należała i była siedzibą władz gromady Lubochowo, po jej zniesieniu w gromadzie Myślice. W latach 1975–1998 miejscowość administracyjnie należała do województwa elbląskiego.
W latach 1945–46 miejscowość nosiła nazwę Lubnowo.

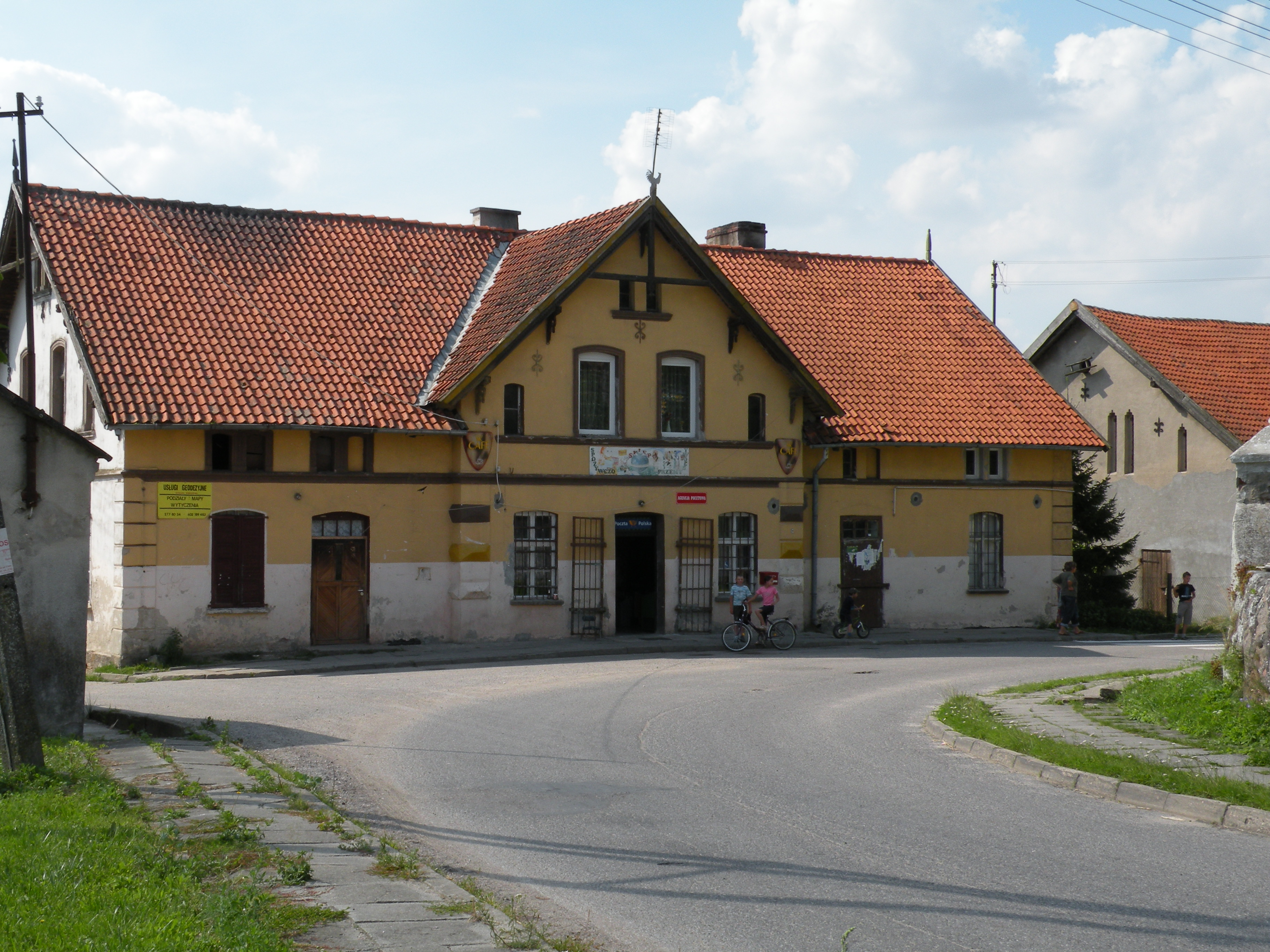
Dom w Lubochowie

Wieś czynszowa lokowana na 80 włókach w roku 1299, pod nazwą Lybenwalt. Lokacja wsi odnowiona w 1342 r., na prawie chełmińskim. W dokumencie lokacyjnym sołtysowi wyznaczono 10 włók, na utrzymanie kościoła przeznaczono cztery włóki. Pozostałe obciążone zostały daniną w wysokości trzech i pół wiardunku i pięciu kur od włóki rocznie oraz dziesięciną dla proboszcza. Sołtys miał prawo założenia karczmy, piekarni i rzeźni, za osobną opłatą. Późniejsze dokumenty odnotowały dwie karczmy we wsi. Około roku 1400 oprócz Niemców we wsi mieszkali Prusowie. Później zaczęli osiedlać się Polacy. Po wojnie 1410 r. we wsi pozostawało 37 włók pustych. Wśród nowych osadników, wymienionych w księgach starostwa przezmaskiego, wymienieni byli: Janko, Adrian Rodal, Andrzej Broda, Jan Koniecki.
Kościół zbudowano jeszcze w czasach państwa zakonnego. W wieku XVII i XVIII odbywały się ty nabożeństwa w języku polskim. Proboszczowie z lat 1671-1798 pochodzili z Mazur. Szkoła we wsi powstała prawdopodobnie już w XV w. Przed 1945 była to dwuklasowa szkoła z dwoma nauczycielami.

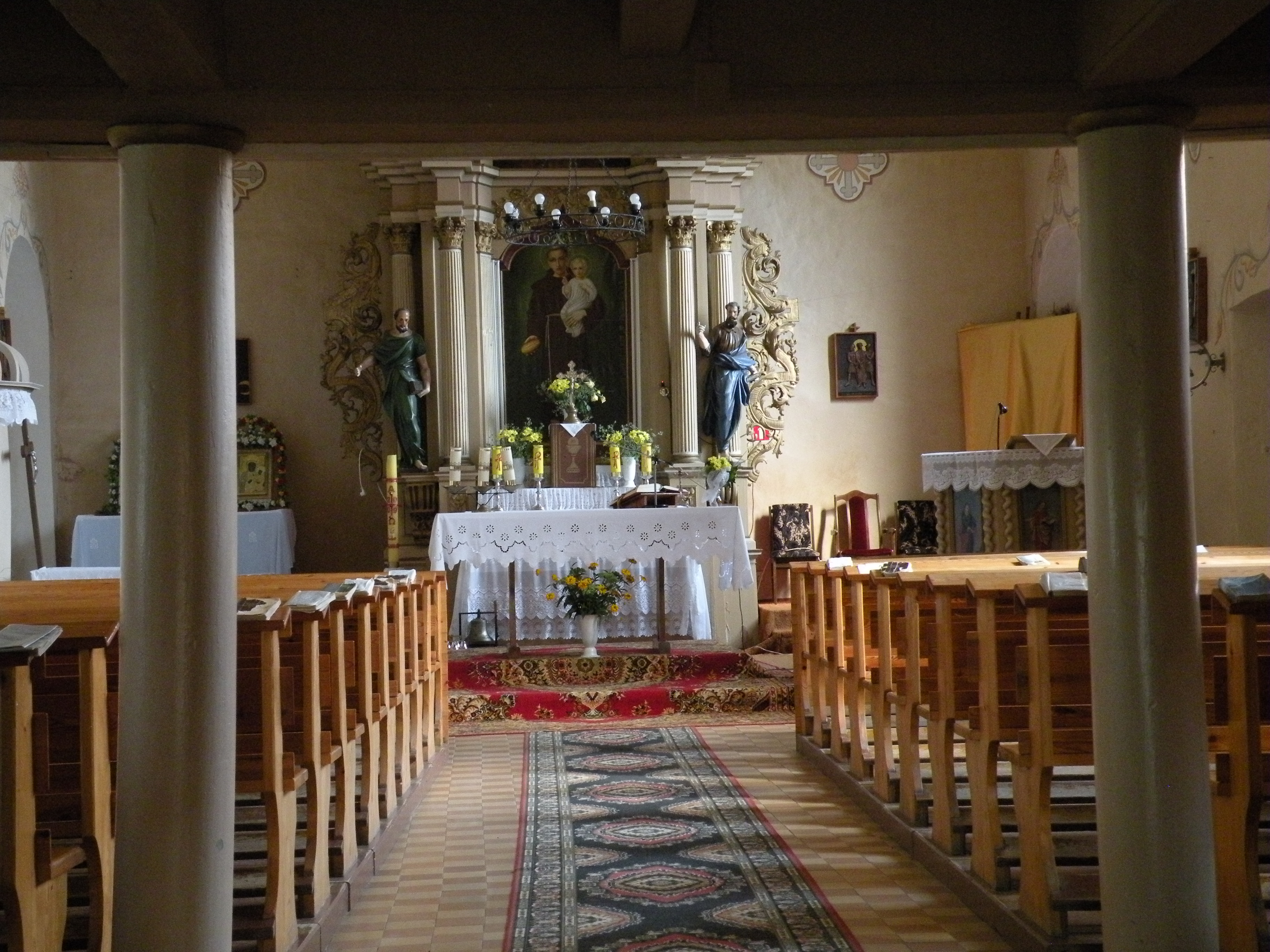
Wnętrze kościoła

W 1782 r. we wsi były 43 domy, w 1818 w 45 gospodarstwa domowych mieszkały 383 osoby. W roku 1858 było już 85 domów i 809 osób. W tym czasie do dworu należało 6 "dymów", 111 osób i 21 włók ziemi. W 1939 r. gmina Lubochowo liczyła 156 gospodarstw domowych z 591 mieszkańcami. 436 osób utrzymywało się z pracy w rolnictwie lub leśnictwie, 55 - z pracy w przemyśle i rzemiośle, 14 z pracy w handlu. W gminie było w tamtym czasie 12 gospodarstw o powierzchni mieszczącej się w przedziale 0,5-5 ha, 7 o powierzchni 5-10 ha, kolejnych siedem o powierzchni 10-20 ha i 15 o areale w przedziałach 20-100 ha. Jedno gospodarstwo miało powierzchnię przekraczająca 100 ha.
Krzywa Góra (niem. Schiefer Berg) – góra o wysokości 112 m n.p.m., znajdująca się na południowy zachód od wsi Lubochowo.
Wysoka (niem. Hoher Berg) – góra położona między wsiami Lubochowo i Folwark.

## Zabytki
Według rejestru zabytków NID na listę zabytków wpisane są:
- kościół pw. śś. Piotra i Pawła (dec. pw. św. Antoniego), 1350, XVI, nr rej.: A-481 z 30.07.1968
- chata nr 26, nr rej.: A-480 z 30.07.1968.
Kościół gotycki z wysoką i krótką nawą, wieża nakryta hełmem ostrosłupowym, jej ściany mają 1,6 m grubości. W wyposażeniu barokowy ołtarz. We wsi znajduje się też kompleks podworski: XIX-wieczny zrujnowany dwór, folwark, całość otoczona parkiem.